# Łukasz Sosin
Łukasz Sosin (Cracovia, Polonia, 7 de mayo de 1977) es un exfutbolista internacional polaco. Jugaba de delantero y su equipo actual fue el AO Kavala.

## Biografía
Łukasz Sosin empezó su carrera futbolística en las categorías inferiores de un equipo de su ciudad natal, el Hutnik Kraków. Empezó jugando como defensa, aunque luego fue usado como delantero, ya que esa en esa posición se desenvolvia mejor. En 1996 debuta con la primera plantilla del club.
En 1999 ficha por el Odra Wodzisław Śląski. 
Un año más tarde se une al Wisła Cracovia. Con este equipo consigue proclamarse campeón de Liga.
En la temporada siguiente regresa al Odra Wodzisław Śląski. 
En 2002 emigra a Chipre. Allí empieza jugando para el Apollon Limassol. En este equipo realizó un gran trabajo. En la temporada 2003-04 marcó 20 goles, quedándose a un solo tanto del máximo goleador del campeonato, el eslovaco Jozef Kožlej. Al año siguiente vuelve a anotar 20 goles, siendo esa campaña el máximo goleador de la Primera división de Chipre. Vuelve a lograr ser el máximo goleador en la campaña 2005-06 con 28 goles, goles que ayudaron a que el club conquistara el título de Liga.
En 2007, firma un contrato con su actual equipo, el Anorthosis Famagusta. Conquista el título de Liga en su primera temporada, en la que además fue el máximo anotador del campeonato con 16 goles, empatado con el brasileño David Pereira da Costa. En verano el equipo se clasifica para disputar la fase final de la Liga de Campeones de la UEFA, siendo el primer equipo de Chipre en conseguirlo.

## Selección nacional
Ha sido internacional con la Selección de fútbol de Polonia en 4 ocasiones. Fue convocado por el seleccionador Paweł Janas, quien le hizo debutar el 28 de marzo de 2006 en el partido amistoso Arabia Saudita 1-2 Polonia, en el que Łukasz Sosin marcó los dos goles de su equipo.

### Goles internacionales
| # | Fecha      | Lugar                                          | Rival          | Gol | Resultado | Competición |
| - | ---------- | ---------------------------------------------- | -------------- | --- | --------- | ----------- |
| 1 | 28-03-2006 | Prince Faisal bin Fahd Stadium, Arabia Saudita | Arabia Saudita | 0-1 | 1-2       | Amistoso    |
| 2 | 28-03-2006 | Prince Faisal bin Fahd Stadium, Arabia Saudita | Arabia Saudita | 1-2 | 1-2       | Amistoso    |

## Clubes
| Club                  | País    | Año           |
| --------------------- | ------- | ------------- |
| Hutnik Kraków         | Polonia | 1996 - 1999   |
| Odra Wodzisław Śląski | Polonia | 1999 - 2000   |
| Wisła Cracovia        | Polonia | 2000 - 2001   |
| Odra Wodzisław Śląski | Polonia | 2001-2002     |
| Apollon Limassol      | Chipre  | 2002-2007     |
| Anorthosis Famagusta  | Chipre  | 2007-2009     |
| AO Kavala             | Grecia  | 2010-presente |

## Palmarés

### Torneos nacionales
| Título                     | Club                 | País    | Año  |
| -------------------------- | -------------------- | ------- | ---- |
| Liga de Polonia            | Wisła Cracovia       | Polonia | 2001 |
| Supercopa de Polonia       | Wisła Cracovia       | Polonia | 2001 |
| Primera División de Chipre | Apollon Limassol     | Chipre  | 2006 |
| Supercopa de Chipre        | Apollon Limassol     | Chipre  | 2006 |
| Primera División de Chipre | Anorthosis Famagusta | Chipre  | 2008 |

### Distinciones individuales
| Distinción                                                  | Año     |
| ----------------------------------------------------------- | ------- |
| Máximo goleador de la Primera División de Chipre (21 goles) | 2003-04 |
| Máximo goleador de la Primera División de Chipre (21 goles) | 2004-05 |
| Máximo goleador de la Primera División de Chipre (28 goles) | 2005-06 |